# Gustigna
Gustigna (in croato Gustinja) è uno scoglio disabitato della Croazia, situato lungo la costa occidentale dell'Istria, a sud del canale di Leme e sudest di punta Corrente (rt Kurent).
Amministrativamente appartiene alla città di Rovigno, nella regione istriana.

## Geografia
Gustigna si trova a sudovest di punta Gustigna (rt Gustinja) e dell'insenatura di Val Palù (uvala Palud). Nel punto più ravvicinato dista 1,02 km dalla terraferma (punta Gustigna).
Gustigna è uno scoglio ovale, orientato in direzione nordovest-sudest, che misura 110 m di lunghezza e 85 m di larghezza massima. Ha una superficie di 5244 m² e uno sviluppo costiero di 0,271 km. Raggiunge un'elevazione massima di 4,3 m s.l.m.

### Isole adiacenti
- Due Sorelle (Mala Sestrica e Vela Sestrica), coppia di isolotti situati 1,8 km a nord di Gustigna.
- Pissuglio (Pisulj), scoglio situato a circa 1,25 km a nordest di Gustigna.

### Cartografia
- (HR) Mappa topografica della Croazia 1:25000, su preglednik.arkod.hr.